# Margaret D. Foster
Margaret Dorothy Foster (Chicago,4 de março de 1895– Silver Spring, 5 de novembro de 1970) foi uma química estadunidense e a primeira mulher a trabalhar no Serviço Geológico dos Estados Unidos. Ela também trabalhou no Projeto Manhattan.

## Primeiros anos e educação
Margaret D. Foster nasceu em Chicago, Illinois. Era filha do Reverendo James Edward Foster e de Minnie (McAuley) Foster e irmã do Robert James Foster. Formou-se em química no Illinois College, onde seus colegas a chamavam de "Dot". Depois, continuou seus estudos de química na Universidade George Washington e se doutorou na American University.

## Carreira
Em 1918, Margaret D. Foster tornou-se a primeira mulher química a trabalhar no Serviço Geológico dos Estados Unidos. Ela foi encarregada de desenvolver métodos de detectar minerais em massas de água naturais.
Em 1942 ela trabalhou no departamento de química e física do Projeto Manhattan sob a direcção de Roger C. Wells e desenvolveu dois novos métodos de análise quantitativo, um deles para o urânio e o outro para o tório. Além disso ela descobriu como separar os dois elementos.
Depois do fim da Segunda Guerra Mundial a doutora recomeçou a trabalhar no Serviço Geológico e pesquisou a composição química dos minerais de argila e das micas. Ela se aposentou no março de 1965.
Ela morreu de doença no Holy Cross Hospital em Silver Spring, Maryland.

## Publicações
- Foster, Margaret D. (1938). «The chemist at work. IX. The chemist in the water resources laboratory». Journal of Chemical Education. 15 (5). 228 páginas. doi:10.1021/ed015p228. (Inglês)